# جو سوجين
سوجين (إسمها الحقيقي جو سوجين, هانغل:조소진 ولدت في 11 أكتوبر 1991). هي مغنية وراقصة وعارضة أزياء وممثلة ومقدمة برامج  كورية جنوبية عضوة في فرقة ناين ميوسز.

## التعليم
- مدرسة جيونغيوب الجنوبية الابتدائية
- مدرسة جيونغيوب المتوسطة للفتيات
- مدرسة جيونغيوب الثانوية للفتيات

## مهنتها
في سبتمبر 2014 ظهرت لأول مرة في فرقة فرعية تدعى «ناستي ناستي» مع كيونغري من ناين ميوسز و كيفين من زي يا. ترسمت مرة أخرى في فرقة ناين ميوسز بتاريخ 22 يناير 2015. 

## الأعمال الموسيقية

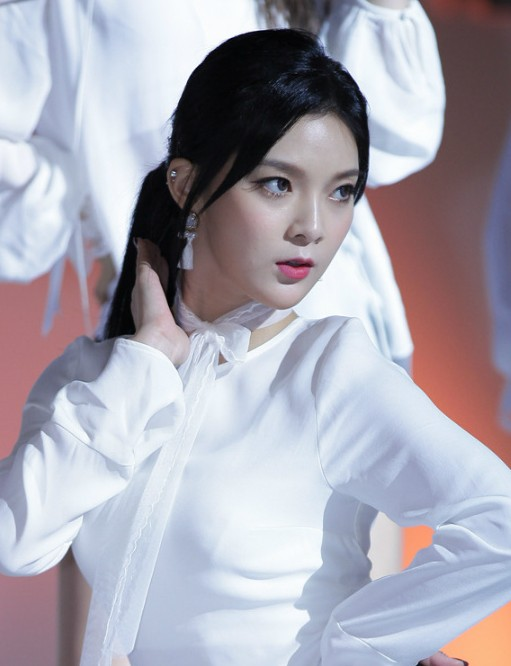
سوجين خلال مهرجان الموجة الكورية نوفمبر 2015

- دراما عام 2015 [2]
- هرت لوكر عام 2015
- سليبليس نايت 2015
- ليب تو ليب 2016
- ريمبير 2017
- لاف ستي 2017

## وصلات خارجية
- جو سوجين على إنستغرام
- josojin_1011 على تويتر.

 كوريا الجنوبية